# Peter K. Zahn
Peter K. Zahn (* 5. Mai 1966 in Seligenstadt) ist ein deutscher Anästhesist und Intensivmediziner. Er ist seit dem 1. Januar 2011 Direktor der Klinik für Anästhesiologie, Intensiv-, Palliativ- und Schmerzmedizin am Berufsgenossenschaftlichen Universitätsklinikum Bergmannsheil in Bochum.

## Leben
Nach dem Medizinstudium und der Promotion an der Universität Ulm ging Peter Zahn von 1995 bis 1999 für einen Forschungsaufenthalt in die USA, wo er in den Laboratories for Pain Research an der University of Iowa tätig war. Anschließend wechselte er ans Universitätsklinikum Münster, wo er zum Oberarzt in der Klinik und Poliklinik für Anästhesiologie und operative Intensivmedizin ernannt wurde. Durch verschiedene Zusatzqualifikationen (u. a. „Spezielle anästhesiologische Intensivmedizin“ und „Transösophageale Echokardiographie“) erweiterte Peter Zahn sein klinisches Spektrum. Seine klinischen Schwerpunkte liegen im Bereich der Kardioanästhesie, Intensivmedizin, Neuroanästhesie und Schmerztherapie. Mit Abschluss seiner Habilitation zum Thema „Neurophysiologische Mechanismen postoperativer Schmerzen“ erhielt Peter Zahn 2003 die venia legendi für Anästhesiologie und operative Intensivmedizin. Auf wissenschaftlichem Gebiet intensivierte er seine Forschungen beispielsweise zu Fragen der Schmerzforschung und der Schmerztherapie mit den Schwerpunkten spinale und periphere Verarbeitung akuter und persistierender Schmerzen. So etablierte er in Münster gemeinsam mit Esther Pogatzki-Zahn den neuen Laborbereich „Experimentelle Schmerzmedizin“. Zum 1. Januar 2011 wechselte Peter Zahn nach Bochum an das Berufsgenossenschaftliche Universitätsklinikum Bergmannsheil. Hier wurde er in Nachfolge von Michael Zenz zum neuen Direktor der Klinik für Anästhesiologie, Intensiv-, Palliativ- und Schmerzmedizin berufen.

## Preise
- 1997 Essay Contest for Residents (American Society of Anesthesiologists; ASA), Second Prize. Titel der Arbeit: Effects of intrathecal (IT) NMDA and Non-NMDA receptor antagonists in a rat model of postoperative pain.
- 1998 Essay Contest for Residents (American Society of Anesthesiologists; ASA), Third Prize. Titel der Arbeit: Sensitization of wide dynamic range neurons mediates behavioral hyperalgesia in a rat model of postoperative pain.

## Veröffentlichungen
Peter Zahn hat zahlreiche Fachbeiträge und Abstracts beispielsweise zu molekularen, neuropharmakologischen und neurophysiologischen Mechanismen akuter und chronischer Schmerzen publiziert. Nachfolgend sind die letzten 5 Publikationen aufgelistet:
- mit D. M. Pöpping, H. K. Van Aken, B. Dasch, R. Boche und E. M. Pogatzki-Zahn: Effectiveness and safety of postoperative pain management: a survey of 18 925 consecutive patients between 1998 and 2006: a database analysis of prospectively raised data. In: Brit J. Anaesth. 101 (6), 2008, S. 832–840.
- mit M. Scherer, S. U. Reichl, M. Augustin und E. M. Pogatzki-Zahn: Assessment of cold hyperalgesia after incision. In: Anesth & Analg. 110 (1), 2010, S. 222–227.
- mit E. M. Pogatzki-Zahn, C. Wagner, A. Meinhardt-Renner, M. Burgmer, C. Beste und B. Pfleiderer: Coding of incisional pain in the brain: An fMRI study in human volunteers. In: Anesthesiology. 112 (2), 2010, S. 406–417.
- mit R. Sabatowski, S. A. Schug, U. M. Stamer und E. M. Pogatzki-Zahn: Paracetamol für die postoperative Schmerztherapie – Alte Substanz und Neue Einsichten. In: Anästhesist. 59, 2010, S. 940–952.
- mit A. Schnabel, S. U. Reichl, L. Kajdi, P. Kranke und E. M. Pogatzki-Zahn: Efficacy and safety of paravertebral blocks in breast surgery: A meta-analysis of randomized controlled trials. In: Brit J. Anaesth. 105, 2010, S. 842–852.

Darüber hinaus hat er an verschiedenen Büchern als Herausgeber und Autor mitgewirkt, zum Beispiel:
- mit E. M. Pogatzki-Zahn (Hrsg.): Postoperative Pain Therapy: An Update. In: Best Practice & Research Clinical Anaesthesiology. Vol 21 (1) Elsevier 2007, S. 1–160.
- mit E. Pogatzki-Zahn und H. Van Aken (Hrsg.): Postoperative Schmerztherapie – Pathophysiologie, Pharmakologie und Therapie. Thieme Verlag, Stuttgart 2008, ISBN 978-3-13-143561-3.